# Eduard Schön

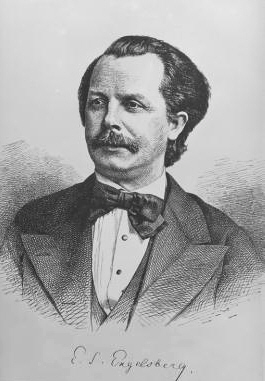
Eduard Schön

Eduard Schön, född 23 januari 1825, död 27 maj 1879, var en österrikisk tonsättare, känd under pseudonymen E. S. Engelsberg.
Schön har komponerat omtyckta, särskilt humoristiska manskörer, dessutom pianosonater, stråkkvartetter och orkesterverk, vilkas publicering han dock förbjöd i sitt testamente.